# Belyj
Belyj (rusky Бе́лый) je město v Tverské oblasti v Ruské federaci. Při sčítání lidu v roce 2010 měl bezmála čtyři tisíce obyvatel.

## Poloha a doprava
Belyj leží na Obši jen několik kilometrů nad jejím ústím do Meži (povodí Západní Dviny. Od Tveru, správního střediska oblasti, je vzdálen přibližně tři sta kilometrů západně.
Nejbližší železniční stanice je padesát kilometrů daleko ve městě Nělidovo na trati z Moskvy do Rigy.

## Dějiny
První zmínka o Belém je z 13. století, kdy patřil do Smolenského knížectví. Od konce 14. století byl součástí Litevského velkoknížectví. Od roku 1503 byl součástí Moskevského velkoknížectví. Po rusko-polské válce v letech 1605–1618 připadl Deulinským příměřím k Polsku. Ruské carství jej dobylo zpět začátkem rusko-polské války v letech 1654–1667.